# Idioma yaka (República Democrática del Congo)
Yaka o por su nombre nativo kiyaka, también escrito Iaca e Iyaka , es una lengua bantú hablada en la República Democrática del Congo y Angola . Hay dos dialectos, el yaka propiamente dicho, que comprende el 99% de los hablantes, y el ngoongo (se distingue la lengua ngongo occidental ). Las supuestas variedades Pelende y Lonzo son entidades políticas más que etnolingüísticas.